# Landkorridor
För andra betydelser, se Korridor.
| Landkorridor |
| --- |
| Wakhankorridoren är en afghansk landkorridor mellan Tadjikistan, Pakistan och Kina. - Betydelse – smal landremsa mellan angränsande länder - Exempel – Capriviremsan, Jerusalemkorridoren, Polska korridoren, Wakhankorridoren - Relaterade begrepp – landremsa, luft- eller flygkorridor, engelskans panhandle |

Landkorridor, ibland korridor, är en smal landremsa mellan angränsande stater. En landkorridor kan skapas för att ge en stat tillgång till ett eftertraktat område, alternativt för att skilja stridande länder åt.

## Exempel på landkorridorer
Området som blev Capriviremsan överfördes 1890 från brittisk kontroll för att via Tyska Sydvästafrika ge kejsardömet Tyskland tillgång till Zambeziområdet. Med liknande motiv skapades Jerusalemkorridoren 1948 för att ge Israel tillgång till (delar av) Jerusalem.
Wakhankorridoren är en landkorridor som ger Afghanistan gräns mot Kina. Samtidigt förhindras Tadzjikistan från att ha gräns mot Pakistan. Landkorridoren skapades 1896, genom den engelsk-ryska gränskommission som därmed etablerade området som en buffertzon mellan Brittiska Indien och Ryska Centralasien. Gränsdragningen var ett resultat av Det stora spelet, en maktkamp om landområden mellan i första hand kejsardömet Ryssland och Brittiska imperiet.
Polska korridoren var ett landområde som under mellankrigstiden gav Polen tillgång till Östersjön.

## Andra korridorer och remsor
En landkorridor är ett lands förlängning på marken. Ett land kan även få tillgång till en flygkorridor, vilket ger möjlighet till fasta flygtransporter genom ett annat lands luftrum. En flygkorridor kan även syfta på flyttfåglars fasta migrationssträck.
En stats smala landområde mellan ett annat land och ett hav benämns ibland remsa. Ett sådant är Gazaremsan, som är beläget mellan Israel och Medelhavet. Gazaremsan tillhörde vid skapandet Egypten men är numera del av den delvis erkända staten Palestina.